# Eishockey-Weltmeisterschaft 2007
Die Internationale Eishockey-Föderation IIHF veranstaltete 2007 zum 71. Mal Eishockey-Weltmeisterschaften.

## Allgemeine Modusänderungen
Im Rahmen der Eishockey-Weltmeisterschaft der Herren 2006 in Riga wurden einige Veränderungen beschlossen, die 2007 in Kraft treten. So wurde die Gruppeneinteilungen der A-WM der Herren erstmals nach der IIHF-Weltrangliste und nicht nach dem Losverfahren vorgenommen und bei der A-WM der Frauen spielen neun statt bislang acht Teams. Der Modus bei den Frauen entspricht somit dem der Weltmeisterschaft 2004.
Außerdem wird es erstmals bei Eishockey-Weltmeisterschaften in den Vorrundenspielen 3 Punkte für einen Sieg geben. Sollte ein Vorrundenspiel nach 60 Spielminuten unentschieden stehen, folgt eine fünfminütige Verlängerung mit vier Spielern pro Team und ggf. ein Penalty-Schießen.
Der Sieger nach Verlängerung oder Penalty-Schießen erhält 2 Punkte (als SV oder S n.V. in den Tabellen vermerkt), der Verlierer 1 Punkt (NV oder N n.V, in der Tabelle) für das Unentschieden nach 60 Spielminuten. Eine Niederlage nach regulärer Spielzeit bringt 0 Punkte. Damit entfällt auch die offizielle Angabe der Negativpunkte, da mehr Positiv- als Negativpunkte vergeben werden können.

## Die Turniere im Überblick

### Herren-Weltmeisterschaft
Die 71. Weltmeisterschaft der Herren wurde von der IIHF an Russland vergeben und fand vom 27. April bis 13. Mai 2007 statt. Die weiteren WM-Turniere der Herren wurden an folgenden Orten ausgetragen:
- Division I
  - Gruppe A: 15. – 21. April 2007 in Qiqihar, China
  - Gruppe B: 15. – 21. April 2007 in Ljubljana, Slowenien
- Division II
  - Gruppe A: 11. – 17. April 2007 in Zagreb, Kroatien
  - Gruppe B: 2. – 8. April 2007 in Seoul, Südkorea
- Division III: 15. – 21. April 2007 in Dundalk, Irland

### Frauen-WM
Die 11. Weltmeisterschaft der Frauen fand vom 3. bis zum 10. April 2007 in Winnipeg und Selkirk in Kanada statt. Die weiteren WM-Turniere der Frauen wurden an folgenden Orten ausgetragen:
- Division I: 2. – 8. April 2007 in Nikkō, Japan
- Division II: 17. – 23. März 2007 in Pjöngjang, Nordkorea
- Division III: 3. – 10. März 2007 in Sheffield, Großbritannien
- Division IV: 26. März – 1. April 2007 in Miercurea Ciuc, Rumänien

### Junioren-U20-WM
Die 31. Weltmeisterschaft der Junioren (U20) fand vom 26. Dezember 2006 bis zum 5. Januar 2007 in Leksand und Mora (Schweden) statt. Die weiteren WM-Spiele der U-20 Junioren wurden an folgenden Orten ausgetragen:
- Division I
  - Gruppe A: 11. Dezember bis 17. Dezember 2006 in Odense, Dänemark
  - Gruppe B: 11. Dezember bis 17. Dezember 2006 in Torre Pellice, Italien
- Division II
  - Gruppe A: 11. Dezember bis 17. Dezember 2006 in Miercurea Ciuc, Rumänien
  - Gruppe B: 10. Dezember bis 16. Dezember 2006 in Elektrėnai, Litauen
- Division III: 8. Januar bis 14. Januar 2007 in Ankara, Türkei

### Junioren-U18-WM
Die 9. Weltmeisterschaft der Junioren (U18) fand von 19. bis 29. April 2007 in Tampere und Rauma (Finnland) statt. Die weiteren WM-Spiele der U-18 Junioren wurden an folgenden Orten ausgetragen.
- Division I
  - Gruppe A: 6. April bis 12. April 2007 in Maribor, Slowenien
  - Gruppe B: 4. April bis 10. April 2007 in Sanok, Polen
- Division II
  - Gruppe A: 15. April bis 21. April 2007 in Miskolc, Ungarn
  - Gruppe B: 12. März bis 18. März 2007 in Miercurea Ciuc, Rumänien
- Division III: 5. März bis 11. März 2007 in Peking, China
- Division III, Qualifikation: 28. Januar 2007 in Izmit, Türkei